# Sheikh Jarrah

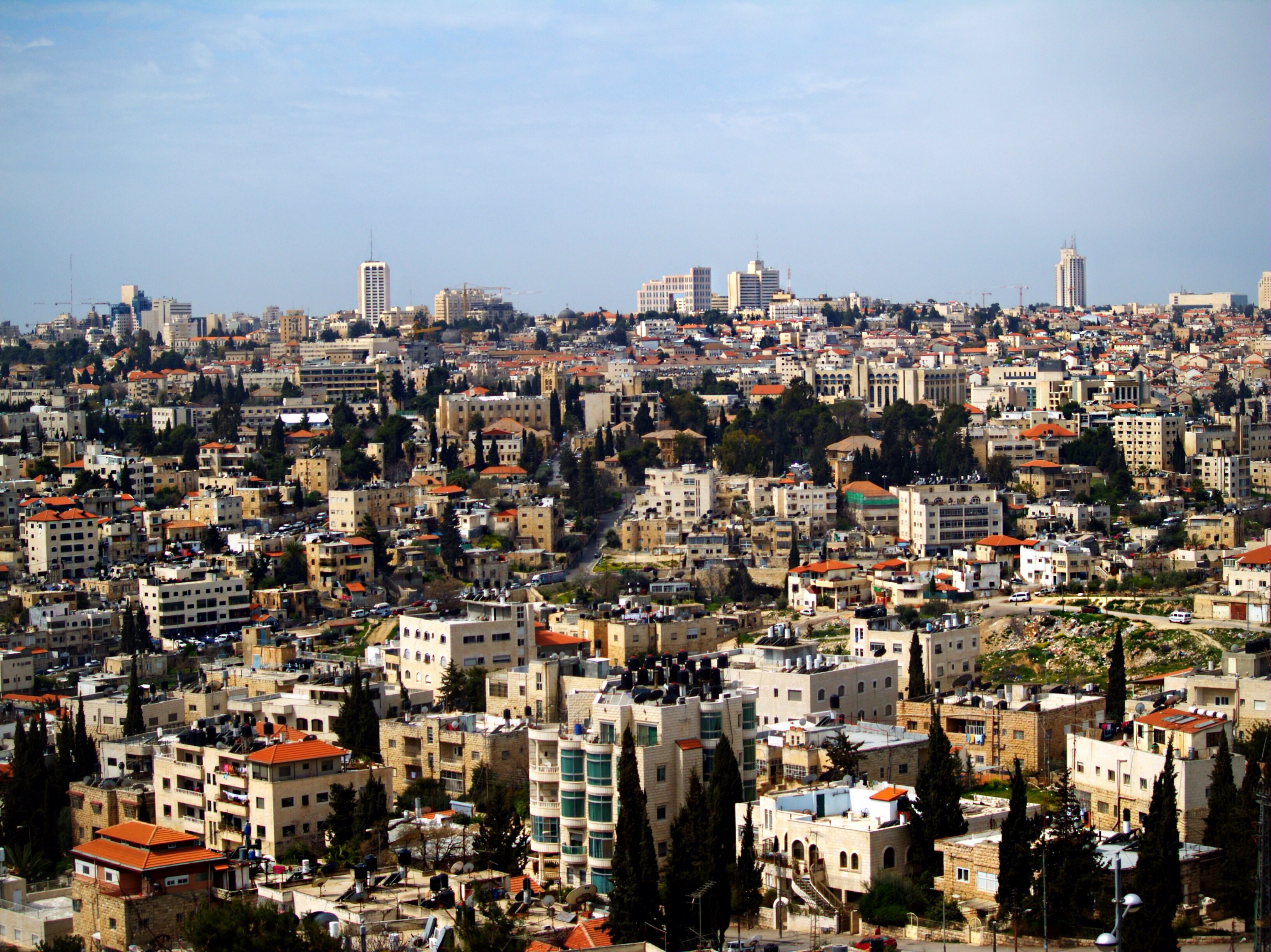
Bairro de Sheikh Jarrah, com o centro de Jerusalém ao fundo.

Sheikh Jarrah (em árabe: الشيخ جراح, em hebraico:  שייח' ג'ראח) é um proeminente bairro palestino em Monte Scopus, Jerusalém Oriental.
Recebe este nome por conta da tumba de Sheikh Jarrah, médico de Saladino. O bairro moderno foi fundado em 1865.